# Carla Viktor
Carla Viktor, sinh ra Carla Catherine Viktor, là một người mẫu và người mẫu danh dự cuộc thi sắc đẹp Nam Phi, người đã đăng quang với tư cách là Hoa hậu Trái Đất Nam Phi 2015 và đại diện của Nam Phi tại Hoa hậu Trái Đất 2015.

## Tiểu sử

### Tuổi thơ và sự nghiệp ban đầu
Carla lớn lên tại một thị trấn nhỏ tên là Hartbeespoort, nằm ở tỉnh Tây Bắc của Nam Phi. Cô học ngành Tâm lý học tại Đại học Pretoria, nơi cô là Phó chủ tịch của Klaradyn Ladies Residence. Cô là một vũ công được đào tạo về Ba lê, Múa đương đại, Tập nhảy và Hip Hop, và cũng là một giáo viên múa ba lê có trình độ với Học viện Khiêu vũ Nam Phi. Carla là một đại sứ cho Thứ Hai Xanh Nam Phi  và Thương hiệu Nam Phi.

### 2015: Hoa hậu Trái Đất
Carla tham gia cuộc thi Hoa hậu Trái Đất Nam Phi 2015, nơi cô được ca ngợi là người chiến thắng. Cô được trao vương miện bởi chủ sở hữu bên ngoài, Ilze Saunders và Bộ trưởng Bộ Du lịch Derek Hanekom.
Là một phần của Chương trình Quốc gia, mỗi thí sinh bán kết được giao nhiệm vụ trồng mười cây bản địa tại một trường tiểu học như một phần trong các dự án tháng 6 của họ để nâng cao nhận thức về sự phụ thuộc của con người vào cây cối và đó là khi Thử thách Miss Earth Big 02 ra đời.
Carousel Productions, chủ sở hữu và người tổ chức cuộc thi Hoa hậu Trái Đất, đã nhìn thấy tiềm năng của dự án và ủng hộ sáng kiến này bằng cách thúc giục các giám đốc quốc gia của mình tham gia cuộc thi Miss Earth Big 02 tại quốc gia của họ. Thử thách đã thành công, áp dụng cho 55 quốc gia trên toàn thế giới.